# Basilica di Santa Maria delle Grazie (Este)
La basilica di Santa Maria delle Grazie è un luogo di culto in stile barocco, situato nella città di Este, in provincia e diocesi di Padova; fa parte del vicariato di Este.
All'interno del santuario si trova l'immagine della Beata Vergine Maria delle Grazie, giunta in circostanze non del tutto definite. L'icona, di possibile fattura cretese, mostra la madre di Dio raffigurata secondo i canoni bizantini della Hodigitria (Colei che indica la via), con il bambino Gesù in braccio, e lo sguardi rivolto ai fedeli. 

## Storia
Nel sito fu eretta una chiesa, ma più piccola e con orientamento diverso, nel 1468, patrocinata per volontà del marchese Taddeo d'Este. La chiesa originaria doveva essere costruita fuori dalle mura cittadine, ma la constatazione che il luogo era malsano portò a scegliere il palazzo di proprietà del ramo collaterale della famiglia d'Este. Come da testamento, era prevista anche la creazione di un convento domenicano . La chiesa fu ricostruita a partire dal 1717 con un'unica navata. Nel 1736 iniziò la demolizione della vecchia chiesa, che portò alla scoperta di un affresco raffigurante la Pietà, che divenne motivo di venerazione. Nel 1745 la maggior parte degli interni era completa. Nel 1769, però, a Este fu soppresso il convento domenicano su decreto della repubblica Veneta. Nel 1776 la chiesa era stata riconsacrata come parrocchiale della frazione di San Martino. Ulteriori lavori, compresa la costruzione della cupola ottagonale, furono proseguiti e completati nel 1889 su progetto dell'architetto Giuseppe Riccoboni. Nel 1924 alla chiesa fu concesso da papa Pio IX il titolo di basilica.

## Interni
Il nuovo altare maggiore fu inaugurato da Girolamo Bortignon nel 1950. Nel 1965 un incendio devastò la Sagrestia.
L'interno custodisce nell'abside la pala d'altare maggiore raffigurante un'icona bizantina (cretese) della Madonna delle Grazie, donata a Este dalla Serenissima. Uno stallo del coro in legno finemente intagliato è disposto sotto a forma di U. La chiesa conserva anche una pala d'altare raffigurante il Martirio di San Sebastiano (1700 circa) di Alberto Calvelli . Lungo la navata si trovano nicchie con 15 sculture in pietra di santi, profeti e allegorie, scolpite da Pietro Zandomeneghi (1806–1866) e Valentino Panciera, detto Besarel. Le statue dovrebbero presagire o riferirsi alla vita della Vergine: includono Amos, Daniel David, Debora, Anne, Elisabeth, John the Baptist, Simeon, Maria Soror Moysis, Castitas (castità), Costantia (costanza), Oratio (preghiera) e Humilitas (umiltà).
La navata presenta otto altari laterali leggermente rientranti e due cappelle. Le pale d'altare di San Domenico e San Tommaso d'Acquino furono dipinte da Antonio Zanchi. L'altare del Santissimo Sacramento è fatto di marmi policromi. Al centro della navata si trova un affresco di fine '800 raffigurante l'Incoronazione della Vergine di Giovanni Battista Baldi . Baldi dipinse anche i quattro evangelisti nei pennacchi della cupola, oltre ai medaglioni lungo la navata raffiguranti i dottori della chiesa (Leone Magno, Ambrogio, Agostino e Girolamo) e quattro allegorie delle virtù (giustizia, forza, temperanza e prudenza). Una tela raffigurante la Consegna dell'icona ai Domenicani (1700 circa) è stata dipinta da Nicola Grassi.